# Vinings (Géorgie)
Vinings est une census-designated place située dans le comté de Cobb, dans l’État de Géorgie, aux États-Unis. Lors du recensement de 2020, elle comptait 12 581 habitants.